# 崩坏3
《崩坏3》是中国大陸游戏开发商米哈游开发的的手机3D角色扮演动作遊戲。《崩壞》系列的第3作，沿用了前作《崩壞學園2》角色。故事背景、剧情和世界观与《崩坏学园2》有所不同。讲述了女主角琪亚娜·卡斯兰娜和她的朋友们的冒险。为ACT类型游戏。

## 登场角色

### 词源
“崩坏”一词源自于日语中 崩壊 (ほうかい, “崩溃或腐烂”),发音为“hōkai”，是原中文标题中使用的中文“崩坏”（bēng huài）的直译。中文和日文版本中均没有标题中的“Impact”部分，仅用于英文营销。
在游戏中，术语“大崩坏”（也称为“崩坏爆发”）指的是与律者诞生的同时发生大规模崩坏灾难。

### 女武神
女武神根据属性分为机械、生物、异能、量子、虚数以及星尘，敌人也同样具有属性。其中机械、生物、异能三种属性存在相互克制关系：机械克制生物，生物克制异能，异能克制机械，克制条件下伤害提高30%，被克制状态下伤害降低30%；而量子属性不与机械、生物、异能存在克制关系，但会被虚数属性的敌人所克制，同时也会对同属性的敌人造成更高的伤害，且大部分量子属性的女武神的必杀技能对量子怪的护盾坍缩1次；而虚数属性女武神对虚数敌人的虚无之种有斩杀效果。

#### 天命
琪亚娜·卡斯兰娜（Kiana Kaslana，配音：陶典（普通話）、釘宮理惠（日语））
天命组织女武神，圣芙蕾雅学园学生。天命组织三大家族中卡斯兰娜家族与沙尼亚特家族的后代。游戏剧情中的主角并非真正的琪亚娜，是用真正琪亚娜与空之律者西琳的基因以及律者核心制作的复制人“K423”；真正的琪亚娜，实际在2009年被奥托回收。剧情中前期活泼开朗，后被奥托注入大量崩坏能从而唤醒了存在于体内律者核心中西琳的意识，觉醒为空之律者并开始毁灭人类的行动。后被姬子以生命为代价拯救，在这之后因愧疚感选择自我流放，并一度想要自杀，但最后在符华的开导下选择跟随姬子的光芒，开始反抗自己的命运。在天穹市成功掌控了空之律者的权能并阻止了世界蛇的圣痕实验，但也因为吸收了过量的崩坏能而面临死亡。后由于雷电芽衣再度觉醒为雷之律者，体内的过量崩坏能随征服宝石一起消失而摆脱死亡的威胁。在支配律者事件中，从支配人偶的口中得知姬子已经死亡的噩耗，并从人偶手中夺得了姬子曾使用过的疾疫宝石。但随着人偶唤醒了她体内的律者意识，琪亚娜的身体控制权被再次夺走。在精神世界中，琪亚娜承认了自己就是西琳的事实。事实上琪亚娜的灵魂正是西琳的善念，而律者人格的灵魂是西琳的恶念。随即琪亚娜与律者人格进行了最后的对决，在疾疫宝石内姬子的帮助下，琪亚娜最终成功击败了律者人格，这份令她困扰了十几年的难关终于被她跨越。在于支配之律者的决战中，琪亚娜得到了来自布洛尼娅和符华的帮助，并彻底激活了疾疫宝石的炎之权能，成为了薪炎之律者，并以四颗律者核心的力量击败了支配之律者。在最终章中获得了终焉之茧的认可，收集了13种律者权能，成为了终焉之律者，与芽衣和布洛妮娅一起面对最后的崩坏，人类最强大的战士——凯文。最后在休伯利安战舰，地球上所有人以及玩家们的帮助下，琪亚娜一行人最终击败了凯文，跨越了终焉。在这之后从终焉之茧处获得了完整的终焉权能，成为了地球的守护神。由于地球尚无法承受她的力量，所以在接下来的5-10年中只能待在月球。
雷电芽衣（Raiden Mei，配音：蒋静菊（菊花花）（普通話）、澤城美雪（日语））
Massive Electric（简称ME社）前任社长雷电龙马的独生女，第三律者。在终章中得到了爱莉希雅的传承，成为了现文明的始源之律者，并和琪亚娜，布洛妮娅一起迎战凯文。在崩坏结束的八年后，已经成为了天命对崩坏第三小队队长的雷电芽衣前往圣方丹调查天上之人事件。
布洛妮娅·扎伊切克（Bronya Zaychik，配音：Hanser（普通話）、阿澄佳奈（日语））
西伯利亚的暗杀兵，被可可利亚收养后参与X-10实验导致失去了表情和双腿活动能力。但是获得了名为“重装小兔”的机甲。
曾被可可利亚植入芯片控制，后为不再伤害到琪亚娜等朋友而烧毁芯片陷入昏迷，在圣芙蕾雅学院的治疗和符华的帮助下苏醒。后得到了瓦尔特杨的传承，成为了第三代理之律者，但始终无法完全掌握理之权能，导致其剧情中期的实力一直不强。在终章中完全解放了律者核心，成为了真理之律者，并和琪亚娜，芽衣一起迎战凯文。八年后的布洛妮娅已经离别战场多年，这些年她一直在ET Studio中跟随瓦尔特杨制作游戏，直到圣方丹事件才重新以对崩坏第二小队代理队长的身份出山。
无量塔姬子（Murata Himeko，配音：唐夙凌（林簌）（普通話）、田中理惠（日语））
出生于极东之地，是从首批实验性瓦尔基里中成长起来的最高一线作战指挥官，曾隶属于女武神冲锋队，原休伯利安号舰长。在空之律者事件中为拯救琪亚娜而牺牲，其意识残片跟随着疾疫宝石来到了琪亚娜手上，在帮助她战胜了空之律者和支配之律者后彻底消失。其武器神陨剑的断刃在米哈游旗下游戏《崩坏：星穹铁道》中出厂，为黑塔空间站的收藏品，以角色姬子与其交互会有特殊彩蛋。
德丽莎·阿波卡利斯（Theresa Apocalypse，配音：林敏（花园花玲）（普通話）、田村由香里（日语））
圣芙蕾雅学园学院长，為卡蓮融合崩坏兽基因的复制人（实验代号A-310），但有差错始终长不大，维持12岁萝莉体型。后从奥托手中接过天命主教的职位，并在大崩坏后成为了天命和逆熵的最高领导者。
卡莲·卡斯兰娜（Kallen Kaslana，配音：陈奕雯（普通話）、水樹奈奈（日语））
出身于支撑天命组织的三大家族中的卡斯兰娜家族，是卡斯兰娜家第29代家主弗朗西斯的大女兒。作为玩家使用的女武神时，为琪亚娜·卡斯兰娜的觉醒角色。是奥托的未婚妻，于500年前逝世，是奥托不择手段也想要复活的人。
符华（Fu Hua，配音：陆敏悦（BananaMace）（普通話）、高山南（日语））
崩坏3中登场的首位东方女武神。天命所属A级女武神，琪亚娜等人在圣芙蕾雅学园学习时所属班级的班长。真实身份是前文明逐火十三英桀中排名第十二位的融合战士，融合的崩坏兽为迦楼罗，被赋予了不死不灭般的恢复能力，过目不忘的超级记忆力和强大的潜力。
比安卡·幽兰黛尔·阿塔吉娜（Bianka Durandal Ataegina，配音：喵★醬、秦紫翼（早期）（普通话）、能登麻美子（日语））
通称「幽兰黛尔」，天命女武神小队「不灭之刃」队长，丽塔的上司。天命现任唯三的S级女武神之一，也是天命最强的女武神。其真实身份是真正的琪亚娜卡斯兰娜。在奥托的刻意引导下进入卡斯兰娜一族的圣痕空间，并成功通过了试炼，觉醒了卡斯兰娜一族的圣痕之力和来自母亲的圣血之力，成为了真正的律者杀手。
丽塔·洛丝薇瑟（Rita Rossweisse，配音：蒋丽（小N）（普通话）、悠木碧（日语））
天命女武神小队「不灭之刃」副队长，幽兰黛尔的副官。天命现任唯三的S级女武神之一。
李素裳（Li Sushang，配音：陈婷婷（普通话）、福圓美里（日语））
赤鸢第七徒秦素衣之女。天命现任唯三的S级女武神之一。500年前重伤后被奥托放入治疗仓休眠，如今已被唤醒。
蘇莎娜（Susana，配音：林簌（普通话）、廣瀨千夏（日语））
天命西亞支部精英小隊磷砂所屬，B級女武神，後被破格提拔到最強小隊不滅之刃。
時雨綺羅（shigure kira，配音：宋媛媛（普通话）、木戶衣吹（日语））
天命雪狼小隊成員之一，為塞西莉亞之部下，夢想是成為一名偶像（但實際上是個音痴），因第二次崩壞的緣故，流落到量子之海，並意外漂流到聖劍·幽蘭黛爾支撐著的世界泡中，成為該世界中的偶像。
因為聖痕計畫的影響而在各個世界泡中流浪。
爱衣·休伯利安Λ（Ai Hyperion，配音：蔣麗（普通话）、堀江由衣（日语））
人又称「愛酱」，是休伯利安号的AI机器人，官方漫画中愛酱是上个文明遗留下的高智慧机器人，后被德丽莎所驯服。

#### 極东之地·八重村
八重樱（Yae Sakura，配音：杜冥鸦（普通話）、佐倉綾音（日语））
出生于极东之地的八重村。八重樱是唯一一位凝聚核心的拟似律者，其崩坏能与律者无异。

#### 可可利亚孤儿院
萝莎莉娅·阿琳（Rozaliya Olenyeva，配音：时欣蕾（多多poi）（普通话）、古贺葵（日语））
可可利亚孤儿院里的孩子，与双胞胎妹妹莉莉娅·阿琳被崩坏兽围攻险些丧命，依靠融合崩坏兽因子得以存活。
莉莉娅·阿琳（Liliya Olenyeva，配音：耿铭琳（宴宁）（普通话）、芹泽优（日语））
可可利亚孤儿院里的孩子，与双胞胎姐姐萝莎莉娅·阿琳被崩坏兽围攻险些丧命，依靠融合崩坏兽因子得以存活。
希儿·芙乐艾（Seele Vollerei，配音：唐雅菁（普通话）、中原麻衣（日语））
可可利亚孤儿院里的孩子。为报答布洛妮娅救命之恩和在孤儿院中种种照顾，以隐藏的律者的圣痕自愿代替布洛妮娅参加实验，在实验中被量子化。

#### 世界蛇
娜塔莎·希奥拉（Natasha Cioarǎ，配音：谢莹（普通话）、小林沙苗（日语））
世界蛇干部，代号渡鸦。幼年因为受到白花治愈而被强化了崩坏能抗性，被世界蛇带走训练成雇佣兵，明面上是大型制药企业神城医药派驻在神州分部的顾问。
米絲忒琳·沙尼亞特（Misteln Schariac，配音：浮夢若薇（普通话）、小林ゆう（日语））
世界蛇幹部，代号羽兔。是琪亞娜（幽蘭黛爾）母親：塞西莉亞在第二次崩壞中犧牲時，身上的聖痕空間意識因突破現實與虛數的界線而幻化為人降生，降生結識的第一個人類便是布洛妮娅的母親。

#### 逐火之蛾
普羅米修斯（Prometheus，配音：hanser（普通话）、阿澄佳奈（日语））
前文明紀元教授·梅所開發的人工智能，代號「十七號」。

##### 逐火十三英桀
爱莉希雅（Elysia，配音：耿铭琳（宴宁）（普通话）、井上麻里奈（日语））
前文明纪元的融合战士，十三英桀的缔造者，人类的律者，逐火十三英桀第二位，背负「真我」之铭。真实身份为前文明第零律者（真我·人之律者）。
梅比烏斯（Mobius，配音：蔡書瑾->唐夙凌（林簌）（普通話）、大久保瑠美（日語））
前文明纪元的融合战士，逐火十三英桀第十位，背负「无限」之铭。
帕朵菲利絲（Pardofelis，配音：金娜（普通話）、山本希望（日語））
前文明纪元的融合战士，逐火十三英桀第十三位，背负「空梦」之铭。
伊甸（Eden，配音：張安琪（普通話）、木村珠莉（日語））
前文明纪元的融合战士，逐火十三英桀第四位，背负「黄金」之铭。
阿波尼亞（Aponia，配音：杨梦露（普通話）、白石晴香（日語））
前文明纪元的融合战士，逐火十三英桀第三位，背负「戒律」之铭。
格蕾修（Griseo，配音：潘敏（紫苏九月）（普通話）、木野日菜（日語））
前文明纪元的融合战士，逐火十三英桀第十一位，背负「繁星」之铭。
維爾薇（Vill-V，配音：阮從青（普通話）、金元壽子（日語））
前文明纪元的融合战士，逐火十三英桀第五位，背负「螺旋」之铭。

#### 後崩壞書
卡蘿爾·佩珀（Carol Pepper，王曉彤（普通話）、岩男潤子（日語））
天命對崩壞第3小隊成員。

### 第二部
寻梦者（Dreamseeker，张若瑜（普通話女）、金船（普通話男）、中岛由贵（日語女）、户谷菊之介（日語男））
玩家操縱的角色
埃尔德什·赫丽娅（Erdös Helia，溯浔（普通話）、近藤唯（日語））
地球人，火星探索小队队长，天命A级女武神。
科拉莉·6626·普朗克（Coralie 6626 Planck，可可味（普通話）、会泽纱弥（日語））
地球人，火星探索小队队员。
希娜狄雅（Senadina，孙艳琦（普通話）、铃木实里（日語））
诞生自数据之海的少女，对身边的一切都很感兴趣。
薇塔（Vita，闫夜桥（普通話）、日笠阳子（日語））
花火（Sparkle，赵爽（普通話）、上田丽奈（日語））
崩壞：星穹鐵道联动角色，「假面愚者」的成员之一

#### 七术
松雀（Songque，赵爽（普通話）、高森奈津美（日語））
「欺瞒」之术
瑟莉姆·努特里斯科（Thelema Nutriscu，龟娘（普通話）、关根明良（日語））
「享乐」之术
莎芙莱（Lantern，潘丹妮（普通話）、花守由美里（日語））
「破弃」之术
瑟拉珮姆（Serapeum，夕芷（普通話）、大野柚布子（日語））
「结合」之术
阿婕塔（Ajita，陶典（普通話）、瀬戸麻沙美（日語））
「器用」之术
利托斯特（Litost，刘北辰（普通話）、滨田贤二（日語））
「殉死」之术
白及（Baiji，林景（普通話）、石川英郎（日語））
「虚赝」之术

#### 聯動合作角色
明日香（Asuka，配音：宫村优子（日語））
为《新世纪福音战士》联动合作的角色。
菲謝爾（Fischl，配音：陆敏悦（BananaMace）（普通話）、內田真禮（日語））
本名艾咪，自稱「斷罪之皇女」，從另一世界到來的女子，為同公司遊戲《原神》聯動合作的角色。

### 武装人偶
在特定关卡中能帮助玩家通关的辅助角色，在关卡内拥有特殊技能。
绯玉丸  （配音：諾亞[盒中惡魔(陶典)](普通話)、井澤詩織（日語））
在“开放世界——樱色轮回”中伴随冒险的冒险伙伴。
特殊技能：进入本能感知状态（进入该状态后能在敌人后方刺杀，并发现隐藏宝藏和敌人）和在驱魔点中快速移动。
在开放世界“樱色轮回”番外篇中，在八重村酒桶里发现的一个神秘生物，引导八重樱在天守阁内经历一系列事件，寻找失踪的卡莲并且令八重樱得到了“地藏御魂”。
爱衣·休伯利安（爱酱）（配音：蔣麗(小N)(普通話)、堀江由衣（日语））
在“开放世界——天命总部”中使用的冒险伙伴。
特殊技能：骇入关卡障碍、敌人、隐藏装置，帮助角色消灭敌人；采集材料。
（待补充）
赤鸢之翼（初始A级武装人偶）（配音：十四君(普通話)、高山南（日語））
在主线剧情关卡、联机关卡、其他外传关卡使用的武装人偶
特殊技能：恢复角色一定生命值
在主线剧情关卡、联机关卡、其他外传关卡使用的武装人偶
（待补充）
仿犹大（初始A级武装人偶）（配音：宋媛媛(普通話)、田村由香里（日語））
在主线剧情关卡、联机关卡、其他外传关卡使用的武装人偶
特殊技能：对敌人护盾造成大量伤害。
（待补充）
晓月镇魂歌（初始S级武装人偶）（配音：金娜(普通話)、田村由香里（日語））
在主线剧情关卡、联机关卡、其他外传关卡使用的武装人偶。
特殊技能：对敌人施加禁锢、浮空、冰元素易伤效果。
（待补充）
苍玄之书（初始S级武装人偶）（配音：杜冥鴉(普通話)、麻倉桃（日語））
在主线剧情关卡、联机关卡、其他外传关卡使用的武装人偶。
特殊技能：对敌人施加禁锢效果。
（待补充）
貝拉（初始S级武装人偶）（配音：王雅欣(普通話)、尤加奈（日語））
在主线剧情关卡、联机关卡、其他外传关卡使用的武装人偶。
特殊技能：对敌人施加麻痺效果。
（4.1版本）
特斯拉Zero（初始S级武装人偶）（配音：樂小彤(普通話)、竹達彩奈（日語））
在主线剧情关卡、联机关卡、其他外传关卡使用的武装人偶。
特殊技能：攻击能对敌人造成物理伤害。在队伍中包含爆发特性的角色时，将为全队提供物理伤害加成。
若水（初始S級武裝人偶）（配音：金娜(普通話)、青木瑠璃子（日語））
在主线剧情关卡、联机关卡、其他外传关卡使用的武装人偶。
特殊技能：聚集敵人。在队伍中包含冰凍元素傷害特性的角色时，敵人因沉淵狀態導致的承受冰凍元素傷害提高。
西琳（初始S級武裝人偶）（配音：王曉彤(普通話)、丹下櫻（日語））
在主线剧情关卡、联机关卡、其他外传关卡使用的武装人偶。
火傷輸出型人偶，西琳的必殺技可以造成高額火焰元素傷害並施加火焰元素易傷。
特殊技能：在隊伍內含有多個火焰元素傷害特性的角色時，還能進一步提高必殺技的易傷效果。
克萊因（初始S級武裝人偶）（配音：十四(普通話)、岡咲美保（日語））
在主线剧情关卡、联机关卡、其他外传关卡使用的武装人偶。
特殊技能：當隊伍中的隊長為雷電元素傷害特性的角色時，人偶的雷電元素傷害提高。
聖劍幽蘭黛爾（初始S級武裝人偶）（配音：sakula小舞(普通話)、咲咲木瞳（日語））
在主线剧情关卡、联机关卡、其他外传关卡使用的武装人偶。
特殊技能：當隊伍中的隊長為物理傷害特性的角色時，人偶的物理傷害提高，主動技為吸引周遭敵人施加攻擊，並給予「解離」狀態。

### 其他登场角色

#### 天命
以對抗崩壞為目標而成立的組織，以教會方式運行，並由三大家族支撐運營，分別為代表主教的阿波卡利斯家族、代表聖女的沙尼亞特家族和代表騎士的卡斯蘭娜家族。
目前沙尼亞特家族在塞西莉亞逝去後仍無人繼承，卡斯蘭娜家族在齊格飛被救出聖痕空間而繼續擔任騎士之職，阿波卡利斯家族在奥托死後，尤其孫女德麗莎·阿波卡利斯繼承主教之職。
奥托·阿波卡利斯 （配音：赵路、曲伟（早期）（普通話）石田彰（日语））
前天命主教。
由於小時候體弱多病且不受家族重視而過得十分空虛，僅能靠發明東西滿足自己的價值。
之後與卡蓮·卡斯兰娜相遇，卡蓮期許奥托將來一定會成為一名大發明家，因此對卡蓮產生的憧憬，甚至是愛意的感情，且對卡蓮的感情很是執著，但卡莲却爱上八重樱。（自此官方玩绿帽梗，甚至连游戏中奥托的对话框的文字都改成绿色）
後因教會與王朝走向腐敗，奥托開始替教會進行各種人體實驗，最終被卡蓮發現，而卡蓮也因行俠仗義的關係被捕入獄，由於想法上的不同及不諒解，使得兩人最終走向不同的道路，但奥托仍是幫助卡蓮逃出監獄。
之後卡蓮在八重村被教會逮捕，又不願屈服於教會，因此被判了絞刑，因為心切要救到卡蓮，使盡一切辦法卻一無所獲的奥托，在走投無路之下在城鎮內放出崩壞獸，但他卻低估卡蓮的意念，使卡蓮為保護鎮民而犧牲。
自此奥托因害死卡蓮一事感到非常自責，他為了完成卡蓮的最大的心願，他殺害了父親與兄長獲得了主教的權力，帶領人民推翻腐敗的教會及王朝，被世人歌頌為「英雄」，但奥托單純只是想要打造卡蓮心中理想的世界。
在奥托實現了卡蓮的心願後，仍是無法填充失去卡蓮娜內心的空洞，於是他的想法開始變得瘋狂，甚至是不惜一切代價也要將卡蓮復活，於是他開始極力發展生物科技，對崩壞深入研究，试图控制律者复活卡莲，其中以克隆計畫、K計畫最為成功，而人工聖痕計畫卻得到出乎預料的結果。
「克隆計畫」為提取卡莲和融合型崩坏兽“毗湿奴”的基因制造大量卡蓮複製體，其中A-310因為性格與卡蓮十分相像而被收养，命名為德麗莎，并让德麗莎称呼自己为“爷爷”。
「人工聖痕計畫」是因為奥托發現擁有聖痕的人對於崩壞抗性十分出色，因此擬定了此次計畫，於巴比倫塔實驗室囚禁了千名少女進行人體實驗，卻意外使實驗室成為滋養崩壞的溫床，進而導致第二次崩壞而誕生了第二律者·空之律者·西琳，也因此使奥托意外發現空之律者權能擁有扭曲有限與無限，也使他發現崩壞意識（神）的存在，進而策畫了K計畫。
「K計畫」為提取琪亚娜·卡斯兰娜（幽蘭黛爾）與空之律者·西琳基因，創造了K-423（琪亚娜），並讓他在處於美好事物之中，並且認為一切不會改變之時，以巴比倫塔實驗室製造的幻象讓琪亚娜追求內心渴望的母愛，再進而粉碎琪亚娜的夢想，使得空之律者再次重現於世，藉機接觸崩壞意識（神）。
最終受到崩壞意識（神）的指引與符華的說明，發覺「世間只能由意識轉換肉體，卻不能由肉體收集殘破的靈魂碎片。」而將目標轉移到改變整個世界的一切，包含歷史在內，讓一切回歸500年前。最後於主線28章透過空之律者的權能及犧牲自己的性命創造了一個卡蓮沒有死去的平行世界。
齐格飞·卡斯兰娜（配音：彭博、单云（早期）（普通話）关智一（日語））
琪亚娜·卡斯兰娜的父亲，塞西莉亚·沙尼亚特的丈夫。第七神之鍵“天火聖裁”的曾经持有者。
在第二次崩坏中对抗过第二律者。曾多次使用過第七神之鍵·天火聖裁第零額定功率。於主線28章確定存活。主線33章正式回歸並與琪亞娜（K-423)及幽蘭黛爾（真琪）相認。2010年，在阻止K423暴走时断了一条手臂。
塞西莉亚·沙尼亚特（配音：浮梦若薇（普通話）小林优（日語））
琪亚娜·卡斯兰娜的母亲。
沙尼亚特家族的圣血能净化崩坏能。在第二次崩坏时，为净化西琳死亡时于西伯利亚泄露的崩坏能而使用黑渊白花，耗尽血液而死亡。
伊莉莎白·「長光」·麥克史密斯
天命組織聖1504·長光十七世研究所的所長。
程立雪
A級女武神，雪狼小隊隊員，綽號寒霜劍客，天命最強A級女武神，女武神部隊代理指揮官，符華的弟子，在第二次崩壞中犧牲，僅於崩壞3rd漫畫以及主題動畫「渡塵」符華的回憶中出場片刻。
琥珀（配音：林敏（花玲）（普通話）、田村由香里（日語））
天命主教奧托的秘書，搜查小隊隊長，是天命秘密克隆計畫存活的卡蓮克隆體，在克隆計畫最後一環「互相廝殺」中敗於德麗莎，但由於德麗莎對於奧托互相廝殺的命令感到質疑。而未對其下殺手而存活下來。
温蒂（配音：諾亞（普通話）、前川涼子（日語））
曾是大洋洲支部的A級女武神，有着能成為S級女武神的潛力，後被天命在腿部注入渴望寶石導致殘疾，成為保管渴望寶石的容器。成為第四律者後被逆熵泰坦部隊捕獲，因渴望寶石被取出而死。
爱衣·休伯利安（配音：蒋丽（小N）（普通話）堀江由衣（日语））
又称“爱酱”，是休伯利安号的AI机器人，官方漫画中爱酱是上个文明遗留下的高智能机器人，后被德丽莎所驯服。
（篇章为愚人節短篇，由爱酱本人視角述说，可信度有待加強）。
在第三十二章（6.2版本）中做為新女武神“爱衣·休伯利安^时帆旅人”登場。
诞生于拟似时间晶体的生命，休伯利安的舰载AI——小爱衣“长大成人”后的样子。相比于小爱衣的活泼可爱，成熟的^显得更加稳重，也更具智慧。她以迷之漂泊者的身份出现在受困于圣痕计划的少女们身前，利用自身的特性为她们提供帮助，是充满善意和神秘的存在。
另外，由于手机运行《崩坏3》十分耗電，以及《崩坏3》在哔哩哔哩弹幕网的認證賬號“小闪电”转移到了“崩坏3第一偶像爱酱”，故爱酱又被称作偷电狂魔。
（崩坏三的哔哩哔哩认证已于2022年3月6日重新获得）

#### 逆熵
原為「天命」組織北美支部，但因為第一次崩壞以及第一律者之緣故，使主教奧托密謀利用第一律者，但在計畫要被北美支部發現前，奧托下令對北美支部總部發射崩壞裂變彈，企圖掩蓋真相，而後北美支部的倖存者脫離「天命」，獨立成立「逆熵」，而逆熵成立後，分裂為以科學家特斯拉及爱因斯坦為主的「保守派」與可可利亚「革新派」。
瓦尔特
- 瓦尔特·乔伊斯

第一次崩坏（德国柏林）幸存者，被认为是第一律者、囚禁了三年。后来与爱因斯坦、特斯拉、爱迪生等人去往北美调查古文明遗迹。与特斯拉等人和天命组织決裂，和奥托的对抗中引发了一场小型崩坏，瓦尔特·乔伊斯为阻止破坏而牺牲，並将自己的律者核心和“瓦尔特”这个名字交给了约阿西姆·诺基安维塔宁（后改名为“瓦尔特·杨”）。
- 约阿西姆/瓦尔特·杨

配音：戴超行（普通話）、細谷佳正（日语）
原名约阿西姆·诺基安维塔宁，继承了瓦尔特·乔伊斯的律者核心，将自己的名字改为“瓦尔特·杨”，并易容成瓦尔特·乔伊斯。曾在聖芙蕾亞學院當任歷史老師。曾被困于量子之海，现已借助理之律者核心重构肉体，并将律者核心传给了布洛尼亚·扎伊切克（布洛尼亚并未继承瓦尔特之名）。
於1.5部與布洛尼亚一同經營動畫公司擔任動畫分鏡師。
此外，還登場於米哈遊平行宇宙作品崩壞：星穹鐵道中，在崩壞3rd後崩壞書劇情中，聖方舟事件後，因與始作俑者虛空萬藏達成協議，因此透過星門傳送並穿越到該作中。
- 瓦一特

瓦尔特一号复制体，在入侵圣芙蕾雅学院时先后被符华、雷电芽衣、琪亚娜攻擊，最后在逃离圣芙蕾雅学院时被在担任历史老师的瓦尔特·杨解决。
- 瓦二特

瓦尔特二号复制体，在新加坡执行任务时被符华解决。
南希·托馬斯·阿爾瓦·愛迪生
配音：小N（普通話）、大橋彩香（日语）
藍髮單馬尾的少女，男裝麗人。人類歷史上最偉大的產業家之一，天命原北美支部代表。
麗瑟爾·阿爾伯特·愛因斯坦
配音：秦紫翼（普通話）、斋贺光希（日语）
逆熵保守派执行者，全名丽瑟尔·阿尔伯特·爱因斯坦，逆熵创始人之一；现文明中最聪明的人、逆熵主要科学家之一。曾主导过制造月光王座、探索量子之海等多次实验。
芙蕾德莉卡·尼古拉·特斯拉
配音：乐小彤（普通話）、竹达彩奈（日语）
逆熵保守派执行者，瓦尔特·杨的妻子，全名芙蕾德莉卡·尼古拉·特斯拉，逆熵创始人之一；主要科学家之一。脾气暴躁。为逆熵制造过大量机甲、是月光王座计划的发起者之一。
埃爾溫·蕾安娜·薛丁格
配音：柳知蕭（普通話）、潘惠美（日语）
原北美支部核心成員，普朗克的學生，面無表情的少女。在聖痕計畫與後聖痕計畫中，分別替琪亞娜等人與希兒等人提供遠端技術支援。
由於支援都會借助物體傳達訊息，因此在聖痕計畫中被戲稱羅盤博士（李素裳），後聖痕計畫則是石頭博士（識之律者）。
可可利亚
配音：周帥（普通話）、加藤美佐（日語）
逆熵革新派执行者，曾在西伯利亚担任军队上尉。创建了可可利亚孤儿院，收养了布洛尼娅、希儿等人，是她们的“妈妈”。在争夺渴望宝石时控制布洛妮娅，让布洛妮娅伤害雷电芽衣和温蒂。

#### 世界蛇
凱文·卡斯兰娜（Kevin Kaslana，配音：秦且歌（普通話）、日野聰（日语））
世界蛇之首領、尊主，為現代「卡斯兰娜家族」最早的先祖，同時也是上個文明的逐火十三英傑之一，是人类最强的战士，也是崩坏3第一部中的最大反派。因其基因的關係，為「卡斯兰娜家族」後人留下了來自「聖痕」的力量及為世界犧牲的詛咒。在前文明被炎之律者逼入绝路时自愿参加了融合战士计划，通过融合帝王级帕凡提的基因，得到了强大的冰雪之力，并以这股力量斩杀了炎之律者，其律者核心被制作成神之键天火圣裁，因为天火圣裁攻击时所爆发的超高温会连同使用者一起毁灭，因此有着超低温体质和冰霜之力的凯文成为了这把神之键唯一的适用者。天火圣裁也和寒冰之力一起成为了凯文这位最强战士最为标志性的两股力量。凯文参与了前文明的终焉之战，在终焉律者被月光王座压制的情况下挥出了最强一击，将终焉律者打宕机了12个小时，在这段时间里与其他幸存者一起被第五神之键冰封并沉入地底，沉睡了五万年。五万年后，凯文已经有了启动圣痕计划的打算，但被好友苏尽全力阻止，最后自愿被囚禁在量子之海中。主线剧情中随着布洛妮娅的到来而摆脱量子之海的束缚，成功回到本征世界，并以世界蛇尊主的身份开始准备圣痕计划。为了实现故友爱莉希雅的愿望，将雷之律者雷电芽衣招入世界蛇，并让她进入往世乐土。在往世乐土毁灭时，凯文默默地站在入口处为曾经的战友们送别。在最终章，凯文从圣痕空间中取走了自己全部的力量，并通过普罗米修斯17号窃取了终焉之力，开启了圣痕计划，并在月球为琪亚娜等人设下了最后的试炼。虽然他有着无数次杀死琪亚娜等人的机会，但他都故意放过了他们，并表示愿意给她们远超十二个小时的时间来跨越自己，因为这也是他的愿望。凯文为了文明不得不执行圣痕计划这个最坏的计划，但同时他也期待着琪亚娜等人最终能击败自己，证明她们有能力守护地球。最后成为了终焉之律者的琪亚娜和同伴们一起来到了他的面前，凯文也终于首次用出了自己的全部实力，那就是人为崩落的最终形态——救世，这个形态下的他已经凌驾于终焉之律者之上。最终在琪亚娜一行人，休伯利安，整个地球和玩家们的合力攻击下，凯文终于如愿以偿的被击败了。他完成了自己的理想，成为了真正的英雄，并终于获得了解脱。在弥留之际，凯文将守护地球的责任托付给了琪亚娜。
灰蛇
配音：劉以嘉（普通話）、粟津貴嗣（日語）
獨立情報販子，在大崩壞後的逆熵和天命組織透露情報，進行情報交易，可以自由穿梭任何世界泡（如聖痕空間、虛數空間等）。設計獲取休伯利安号某種東西。從屬于世界蛇組織。
跟随梅比乌斯的意志，跨越漫长的时间，以极难摇撼的意志忠实地执行着圣痕计划。灰蛇拥有性格迥然不同、难以计量数目的个体，它们共享同一份记忆，并且将记忆与意志相互连缀，搭建了“灰蛇网络”。
1.5部中，自凱文死後、世界蛇分裂時，被天命指派調查的希兒及蘇莎娜發現，他正與羽兔·米絲忒琳以及普羅米修斯合作成立組織「無貌者」，不知在密謀甚麼計畫。
夜梟（Chen Tian Wu，配音：配音：李春胤（魚凍）（普通話）、保志總一朗（日语））
本名陳天武，是一個看似病弱的少年，本身是傭兵，曾在崩壞中生存下來，後為了安娜而崩壞成為第九律者·岩之律者，並同時與已經成為冰之律者的安娜結合成殞星之律者，最終被天命和世界蛇聯手打倒。
1.5部中化為聖痕並與安娜存在於聖痕空間中，普羅米修斯稱呼為異種聖痕0013號。

#### 量子之海·世界泡
為量子之海中的其中一個世界泡，因聖劍·幽蘭黛爾之力而支撐著，內部有擬似歐洲大陸的量子大陸，許多迷失在量子之海中的人都生活於此。
時雨綺羅（shigure kira，配音：宋媛媛（普通話）木戶衣吹（日語））
天命雪狼小隊成員之一，為塞西莉亚之部下，夢想是成為一名偶像（但實際上是個音痴），因第二次崩壞的緣故，流落到量子之海，並意外漂流到聖劍·幽蘭黛爾支撐著的世界泡中，成為該世界中的偶像。

#### 量子之海·死生世界
為量子之海中的其中一個世界泡，由生者與亡者形成的一體兩面的相位世界，世界由名為「賢者」的人與「神使」控制。
於1.5部3.7版本中登場。

#### 神州
未知的古大陸，為官方視覺小說的外傳神州折劍錄的主要場景。
赤鳶仙人
即符華。又譯作「精衛仙人」，為守護神州的仙人，其教出的七位徒弟被稱為太虛七劍。
太虛七劍
為赤鳶仙人座下七大弟子。
羅剎人
即奧托·阿波卡利斯，為李素裳對奧托的稱呼。

#### 前文明紀元

##### 逐火之蛾
梅博士（Mei）
配音：配音：蒋静菊（菊花花）（普通話）、澤城美雪（日语）
前文明紀元的頂尖科學家，同時也是「逐火之蛾」領導者，對於崩壞能研究的菁英，提出了融合戰士計畫、神之鍵計畫、聖痕計畫等等諸多對抗崩壞之計畫。在实现“战胜崩坏，延续文明”这一宏愿的过程中，梅始终走在最前线，并以自己的方式战斗到了生命的最后一刻。
於第三十二章在量子之海再次出現並引導琪亞娜一行人，同時仍稱「符華」的舊名「華」，識之律者稱之「小識」（日语：識ちゃん）。
與現今女武神雷電芽衣名字發音相同，但並非芽衣。
卑彌呼（Himeko）
為逐火之蛾其中一支小隊隊長，其部下包含華，後因崩壞成為第七律者·炎之律者，被融合戰士的凱文·卡斯蘭娜打敗。
雖與現今女武神無量塔姬子名字發音相同，但並非姬子。
普羅米修斯
為梅博士開發最強人工智能。在过去的时代，普罗米修斯毫无疑问是世间一切知识的集成。而在终焉降临之际，成功侵入虚数之树的普罗米修斯又成为了此世人类口中的“崩坏意志”。
丹朱
梅比乌斯的助手之一，苍玄的妹妹，前纪元幸存者，新纪元神州神话中的创造之神。
为了传播前纪元知识，通过编造民间传说、制作手办等形式将其 传遍新文明世界的每个角落。
與符華為舊識。
蒼玄
梅比乌斯的助手之一，丹朱的姐姐，前纪元幸存者，新纪元神州神话中的洞察之神。
曾在海边低价买下一块地，用以加速神州地区经济体系的形成与推广，在世界各地埋下了记录前文明纪元知识科技的球型量子计算机“终端”。
與符華為舊識。
克莱茵
為梅比烏斯生化助手，生前為前紀元千人律者「支配之律者」千人之一，暗殺梅比烏斯失敗後被殺，後被改造為生化人。
灰蛇
為梅比烏斯第一個製造的人偶，因漫長的時光而覺醒了自我意識，現隸屬於世界蛇，為情報販子。

###### 逐火十三英傑
為「逐火之蛾」對抗第十一律者「約束之律者」險勝後，所倖存下來的十三位最強戰士，都接受過「融合戰士計畫」與崩壞獸DNA結合。
後由愛莉希雅向逐火之蛾高層提議組成十三英傑，但高層駁回愛莉希雅的提案，同時表示只承認凯文、爱莉希雅、维尔薇、苏和华等五人並組成五英傑。
之後在「黃金」伊甸私下出資組成「逐火十三英傑」，隨後漸漸被眾人所接受，因此才被刻印上專屬的印記，並以此為稱號。
「救世」凱文
配音：秦且歌（普通話）、日野聰（日语）
往日的傳說無需贅述，他是最接近「逐火之蛾」宏願的人，被所有人承認的「英雄」。
世人堅信，他終將帶領人類戰勝崩壞。
與帝王級崩壞獸帕凡提DNA結合，擁有控制冰雪的力量。
「真我」愛莉希雅
配音：耿铭琳（宴宁）（普通话）、井上麻里奈（日语）
凡事都聽憑心意而為，自由自在，與「第二位」的身份格格不入的少女。英傑們的另一位領袖。
無論是引起她的注意，亦或是令她失去興趣，都值得為之如臨如履。
在第十二律者造成的災難後，為了使人類團結，向英傑公布自己是第零律者的身分並對外偽造第十三律者的討伐事件，實際狀況為自願消失以使用權能，使下一個世代出現為人類而戰的律者。
在所有的融合战士中，只有爱莉希雅使用了末法级崩坏兽「大自在天」的基因。融合战士编号CM-002。然而，其进行的融合战士手术并无纪录留存，且身上没有出现任何其他大自在天融合者出现过的副作用。「某一日，祂从天坠落。人们抬头仰望，于是看见了星空。」
```
「星月送来神的女儿，她愿成为人的伴侣。」
「长风化作她的轺车，四海落成她的园圃。鸟雀衔来善的种子，百花编织爱的颂歌。」
「她便是这样降生于世，行于大地，与人类一同长大，与世界一起发芽。」
「而今，终焉之时将至。」
「而今，归去之时已至。」
「就此告别吧，美丽的世界。」
「此后，将有群星闪耀，因为我如今来过。」
「此后，将有百花绽放，因为我从未离去。」
「请将我的箭、我的花、与我的爱，织成新生的种子，带向那枯萎的大地。」
「然后，便让它开出永恒而无瑕的…人性之华吧。」
「我名为爱莉希雅……」
「最初的律者，人之律者。」
[
12
]
```

阅读更多：爱莉希雅（https://zh.moegirl.org.cn/%E7%88%B1%E8%8E%89%E5%B8%8C%E9%9B%85 ）
本文引自萌娘百科(https://zh.moegirl.org.cn )，文字内容默认使用《知识共享 署名-非商业性使用-相同方式共享 3.0 中国大陆》协议。
「戒律」 阿波尼亞
配音：楊夢露（普通話）、白石晴香（日語）
不可知不可覺的絲線，將諸人的命運緊緊纏縛。
它引導著生命，在啼哭中降生；它輕挽著靈魂，於沉寂中歸去。
終局已定，一如阿波尼亞目中所見；囚牢已成，唯有阿波尼亞身陷其中。
與融合崩壞獸密多羅DNA結合，能力是可操作雷電、預知未來。

「黃金」伊甸
配音：張安琪（普通話）、木村珠莉（日語）
直至那場大火將萬物付之一炬前，始終作為耀眼的「巨星」為世界所知的女子。
在這日漸淪亡的末世，她仍未停止樞歌，以金色的聲調，使人們憶起舊時代的煙塵。
與最閃耀的崩壞獸伏羅那DNA結合，能力不明。

「螺旋」 維爾薇
配音：阮從青（普通話）、金元壽子（日語）
螺旋工坊的主人，逐火之蛾工程部部長，享譽世界的大魔術師······
只要她願意，這串頭銜甚至可以永無限制地延續下去。 序幕揭曉，齒輪嚙合，以相比他人數以倍計的天資，她編織著一幕幕驚奇与矛盾。 但她也同樣深知，天才與愚人並非一線之隔，而是互為表裏。
維爾薇熱衷於用生活表演她最摯愛的「魔術」——齒輪轉動，拉開舞台的布幕；蒸汽喧鬧，獻上不絕的歡呼。
身為英傑們的工程顧問，她造就著「常識」與「反常識」的螺旋，收穫的讚譽與質疑也同髮色一般分明對立。
在加入逐火之蛾後，接手梅博士提出的「神之鍵計畫」。
結合崩壞獸DNA不明，能力是分割思想。

「鏖滅」千劫
配音：kinsen（普通話）、小林裕介（日語）
以漆黑的面具遮蔽真容，持有「非天」之異名的男子，亦是秘密行動部隊「毒蛹」的一員。
因其難以相處的乖戾性情與桀驁不馴的姿態，僅位列第六。
被逐火之蛾高層禁止實行「融合戰士計畫」，後來梅博士與梅比烏斯私下進行，與櫻狩獵的崩壞獸非天DNA結合，但手術失敗。

「天慧」蘇
配音：楊超然（普通話）、櫻井孝宏（日語）
以醫師的身份入世，以仁心為兆始開悟。
洞觀三千世界，這位始終閉目思量的智者，終將成為一瞬天慧的權化。
未提及結合的崩壞獸與能力。

「刹那」櫻
配音：杜冥鴉（普通話）、佐倉綾音（日語）
故國崩陷，萬里獨行，一場不為人知的交易，使她成為了逐火的飛蛾。
身為秘密行動部隊「毒蛹」的一員，她的劍生於陰影，自始自終指向最為特殊的敵人。
結合崩壞獸DNA與能力皆不明，但副作用是讓她擁有狐耳。
其妹妹鈴為第十二律者·侵蝕之律者。
名字與八重櫻相同，但並非八重櫻。

「旭光」科斯魔
配音：初華崢（漢語）、小林千晃（日語）
光陰在科斯魔的身後留下三道影子——孩童、少年與英雄。
身為孩童的時光，早已遠去。而化身英雄的夢想，卻又已然無法實現。
漫漫長夜，名為「科斯魔」的少年獨行於此，如若一縷旭光，靜候黎明。
審判級崩壞獸毗濕奴DNA結合，能力不明，且因副作用使頭上長出如惡魔角一般的犄角。

「無限」梅比烏斯
配音：蔡書瑾->唐夙凌（林簌）（普通話）、大久保瑠美（日語）
正如那對深不見底的蛇瞳，「女孩」的真正面目鮮有人知。
那雙眼睛見證了崩壞一次又一次降臨。在進化的路途上，為窮盡世間真理，她從不介意任何代價。
與自行捕獲的崩壞獸舍沙DNA結合，能力不明。
擁有不死的能力，但每一次死亡身體都會變小，在前紀元終焉後選擇不進入休眠倉，與普羅米修斯進行秘密實驗後失蹤。

「繁星」 格蕾修
配音：潘敏（紫苏九月）（普通話）、木野日菜（日語）
格蕾修不愛言語，所思所想皆在畫筆之下；格蕾修不聞世事，心之所向盡在色彩之中。
一幅畫卷，織成了格蕾修與她的世界。往日的色彩，於繪夢之中鋪展，直至銀海的盡頭。
崩壞獸DNA不明，能力是可以使用顏色的力量，以及賦予畫生命。

「浮生」華
配音：配音：陆敏悦（BananaMace）（普通話）、高山南（日语）
沉默少言的年輕戰士。彼時的少女青澀、迷茫，尚未預見自己明日多舛的命途。
未來永劫，她如一羽雛鳥，失去了來時的道路，亦不知去路的方向。
與帝王級崩壞獸迦尼薩DNA結合，能力為超回復力，因此意外得到不老不死的能力。
即現今的符華。

「空夢」帕朵菲莉絲
配音：金娜（普通話）、山本希望（日語）
人生不過一場隨機的遊戲——一場博弈，一次擲骰，令她脫胎換骨，踏上了逐火的旅路。
身為十三英傑末席，其地位與實力同其餘十二人有天壤之別（自稱）。
未提及結合的崩壞獸與能力。

#### 律者
崩坏的使者，也是崩坏的实体体现，每次大型崩坏即瞬时功率大于等于1000HW（单位音译为轰瓦）都有可能会伴随着一名律者的产生。律者拥有最强大的崩坏适应性，拥有由律者核心赋予的不可思议的力量，每一名律者的能力都不相同，但大部分能力为某一种物理规律的终极体现，表现形式为支配某种自然定律（例如第三律者的能力为操控电磁场，表现为支配雷电，第四律者的能力为创造理想流体，表现为可以控制风）真正的律者拥有和崩坏意志沟通与催生崩坏兽并加以控制的能力。
第一律者：理之律者（本世代：瓦尔特·乔伊斯＞瓦尔特•杨＞布洛妮娅·扎伊切克）
权能为理解复现。第一律者在完全理解了一个事物的“解释”之后，就能以自己的力量再次复现该事物，触碰物体会由能力解析其构造。能夠利用崩坏能重現自己能夠理解的事物。
本世代第一任第一律者爲瓦尔特·乔伊斯，屬于逆熵組織。因使用过第九神之键·伊甸之星，所以其克隆人拥有掌控重力的能力。爲保護城市免受奧托的襲擊而犧牲，将律者核心傳給了友人的兒子約阿希姆·杨，約阿希姆成爲第二任第一律者并继承瓦爾特之名。之后杨把核心传给了布洛妮娅，布洛妮娅·扎伊切克成为第三任理之律者。
第二律者：空之律者（本世代：西琳→琪亞娜·卡斯蘭娜（K423））
权能爲控制虛數空間，表現爲控制空間。
本世代第一任的第二律者为西琳（配音：王曉彤（普通話）、丹下櫻（日语）），其在崩坏意志的帮助下得到了封印在月球的崩坏力量，同時获得了第三、第四、第六、第七律者的能力，在第二次崩坏中曾吞噬了瓦尔特的第一律者核心，短暂拥有过第一律者的力量。最後與琪亞娜的母親塞西莉亞·沙尼亞特在第二次崩壞中同归于尽。
本世代第二任第二律者为K423。西琳死后，奧托将破碎的空之律者核心植入K423的体内。而西琳临终时对母爱的渴望诞生了新的灵魂，故K423的体内同时寄宿了律者人格与新生人格（琪亚娜人格）。后律者人格被琪亚娜人格消滅，由琪亚娜人格掌握律者权能。
第三律者：雷之律者（本世代：雷電芽衣）
擁有掌控電磁場的能力。
本世代第三律者为雷電芽衣，其被可可利亞注入律者核心：征服寶石。在长空市第三次崩坏期间，第三律者觉醒，芽衣暴走，但在琪亞娜的幫助下，芽衣擺脫了崩壞的控制，第三律者處于被封印狀态。後征服寶石被空之律者奪走。在主線第十七章為了拯救琪亞娜而选择与第三律者融合，主動成為雷之律者。
第四律者：風之律者（本世代：溫蒂）
擁有創造理想流體的能力，表现形式为可以控制风。
本世代第四律者为溫蒂，前天命女武神，有成为第四位S级女武神的潜力，却因天命的实验断送前程，一生被囚禁在轮椅上。後覺醒成爲風之律者。被可可裏亞抓獲并殺死，取出了律者核心。目前律者核心在世界蛇手中。
第五律者：冰之律者（本世代：安娜·沙尼亚特）
能使分子运动减速，制造出接近绝对零度的超低温，表现形式为掌控冰雪。
本世代第五律者为安娜·沙尼亚特（配音：陳婷婷（普通話）、豐崎愛生（日语）），能将整座城市化为极低温的极寒禁区，也能凝聚出破坏力强大的冰刺。前天命女武神，后与岩之律者的核心合二为一，成为更强大的陨冰之律者。后在战斗中被芽衣模拟黄泉之杖切断了能量来源，并在芽衣和幽兰戴尔的合力进攻下被击败并死亡。律者核心被世界蛇回收。
第六律者：死之律者（本世代：無）
能加速细胞凋零速率，也能分解一切物质；本世代稱為「死生之律者」(希兒·芙樂艾)並非本徵世界的律者，而是量子之海內的律者，故不列入計數裡。
第七律者：炎之律者（前紀元：卑彌呼；本世代：琪亞娜·卡斯蘭娜（K423））
能力为操控分子运动加速。
前文明纪元的炎之律者为华的队长卑弥呼，被凯文·卡斯兰娜击败。被认为是破坏能力最强的律者。
本世代第七律者为琪亚娜·卡斯兰娜（K423），其在主线第二十五章中成为薪炎之律者。
第八律者：識之律者（本世代：符華）
权能为操縱人的思想與精神。
在符華被奧托暗算將死之際，符華利用羽渡尘的第零额定功率与琪亚娜之灵魂绑定，而肉體被奧托转移到天命总部治療倉中，不料崩壞意識偷偷介入，本世代識之律者的意識在符華的肉體中誕生，但在符华五万年记忆的冲击下，识之律者将自己当成了记忆的主人，接受了符华抗击崩坏的使命，而将崩坏放到了次要位置。後被琪亞娜及符華聯手擊敗，识之律者将身体还给符华并带走了权能。
第九律者：岩之律者（在本世代也称“星之律者”）（本世代：陈天武）
本世代第九律者为陈天武（配音：李春胤（鱼冻）（普通話）保志總一朗（日語）），擁有操縱重力的力量，于第五律者出现后几个小时成为律者，但被天命命名为星之律者。前文明的岩之律者曾以黑洞吞噬了穆大陆。
第十律者：支配之律者（前紀元：克萊茵（一千人之一）；本世代：共計一千人，無明確姓氏人物）
又称千人律者，由一千位拥有部分律者能力的拟似律者组成，千人律者间可以通过类似量子纠缠的方式实现无视距通信。
本世代第十律者律者（配音：沐霏（普通話）、種崎敦美（日语）），在主线第二十五章被琪亚娜·卡斯兰娜（K423）彻底击败。
第十一律者：約束之律者（本世代：奧托·阿波卡利斯）
被稱之為「反律者」，能力为创造一个可以无效化崩坏能并大幅度削弱其他能量形式（包括生物电）的立場，在立场内只有约束律者不受影响。其最強招式為神恩結界。
前文明紀元对抗崩坏的融合戰士因神恩結界而大量陣亡，梅博士由此推测了崩坏意志的存在。
本纪元的奧托·阿波卡利斯與崩壞意志交涉，獲得約束之律者的權能。
第十二律者：侵蝕之律者（前紀元：铃；本世代：無附身者）
诞生与生死罅隙之间的律者，以信息和数据为生，依附于某种实体的媒介而存在。
一种拥有自我意识的超级病毒，无论是生物还是电子设备都能侵蚀后控制。
一切行动皆源自“想要活下去”的本能，却又热衷于为自己的行径开脱。
经过反复不断的复制、融合，它得以再次还原出“她”的样子。
前文明紀元的第十二律者为融合战士「樱」的妹妹：铃。其能力在生前并无体现，死后才会体现出真正的形态。
本世代的侵蝕之律者在芽衣接觸崩壞意志時附身其身上，並入侵了往世樂土，后被扼杀于乐土中。
第十三律者：始源之律者（前紀元：愛莉希雅；本世代：雷電芽衣）
前文明紀元稱之「人之律者」，前紀元的律者為逐火英桀第二位的愛莉希雅。但愛莉希雅後來證實第十三律者只是偽造的身分，愛莉希雅其實早在前文明的理之律者出現前就已是一名律者，是名天生地養的律者。本紀元的始源之律者為雷電芽衣，芽衣在戰勝雷之律者的人格後遇到心裡投影出來的愛莉希雅後正式成為始源之律者。
第十四律者：终焉之律者（前紀元：未記載；本世代：琪亞娜·卡斯蘭娜（K423））
拥有远超其他律者的能力，也是最后的律者。擁有控制時間的能力，當文明發展到一定程度時便會使用能力将文明毁灭并回溯时间将文明重置。。
據特斯拉、愛因斯坦、長光等教授統整，終焉之律者除了可以控制時間，還擁有統整、整合前十三位律者的力量。
陨冰之律者
陈天武对安娜又爱又恨，但他明显已经无法将安娜视作心灵支柱。最终陈天武选择放弃自己的生命，将核心交付给安娜，让她代替自己活下去。最终安娜和陈天武融合而成的陨冰之律者被芽衣和比安卡联手杀死，死后的爆炸将珊瑚岛化作荒芜的基盘 。
偽神（本世代：奧托·阿波卡利斯）
擁有幾乎接近崩壞意志（神）的力量，唯一擁有可以直接接觸虛數空間的存在，是奧托·阿波卡利斯與崩壞意志達成交易，利用約束之律者權能獲得的力量。

### 其他
休伯利安号艦長
玩家所扮演的角色。（除活動劇情外從未在主線劇情中出場）
吼姆
在遊戲中出現的一種長着長耳朵且耳朵打着結的奇特生物。在部分關卡中有出現，也在主線劇情中被當做吉祥物出現。
遊戲中以吼姆、吼美、吼辣、吼咪、吼喔、吼里、吼太郎、吼姆之王等不同的角色形象出現過。
史丹
為野貓改造之崩壞獸，後偷襲幽蘭黛爾失敗並被一招擊倒，因恐懼幽蘭黛爾而臣服於他，現居於幽蘭黛爾家中的專屬貓房（幽蘭黛爾是個貓控）。
緋玉丸
原為前文明紀元組織「逐火之蛾」逐火十三英桀之八·櫻的妹妹铃，因被確認為第十二律者·侵蝕之律者而被幽禁，後因人們對律者的恐懼被殺害而轉變為律者，最終被梅博士封印於黑盒子之中。
輾轉下，封印的黑盒子落入「天命」手中，後被叛逃的卡蓮·卡斯蘭娜帶往極東之地的八重村，卻被當地的巫女八重櫻意外解放，使八重櫻成為「擬似律者」，最終暴走，在卡蓮得到奧托送來的第十一神之鍵：約束之鍵·猶大的誓約幫助下，連同八重櫻被封印到黑盒子中。

## 故事內容

### 設定
神之鍵為上個世代抵抗崩壞的文明利用律者核心及魂鋼製作的十三種武器的統稱。
目前已知名字的神之键有：
第一神之键：启示之键·虚空万藏（擁有者：奥托 → 獲得自我行動能力）
外觀為立方體，可變化成各種神之鍵並使用部分權能。内涵大量前文明的知识，本质是一座图书馆。
第二神之键：永劫之键·千界一乘（擁有者：蘇 → 比安卡·幽蘭黛爾·阿塔吉娜 → 奥托 → 瓦爾特·楊）
外觀為蒸汽火車。有着穿梭空间，观测不同世界的能力。
就外觀設計，估計與衍生作品崩壞：星穹鐵道中的星穹列車幾乎相同，似乎兩者間有特殊的關連。
第三神之键：裁決之键·涤罪七雷（擁有者：渡鴉）
有着七种形态和自己的性格，目前已知的形态有狙击步枪，太刀，弹弓和口红。
第四神之键（擁有者：天命）
尚未公布名稱，僅知為天基衛星武器。用于修复被崩坏破坏的环境，也能制造风暴来进行攻击。
第五神之键：停滞之键·万物休眠（擁有者：天命组织）
本为一种大规模毁灭性武器，其可怕程度令逐火之蛾认为要是不能由绝对善良的人来持有，那么他们宁可永久性雪藏这把神之键。最终被交给苏来使用。
后因维尔薇不想看到这把神之键被不正当地使用导致人类文明毁灭，于是将其从武器改造为了休眠舱。也是这把神之键将前文明的幸存者带到了五万年后的现文明。
第六神之键：创生之键·黑渊白花（擁有者：愛莉希雅 → 蘇 → 蕾安娜·布里甘緹亞 → 塞西莉亞·沙尼亞特 → 比安卡·幽蘭黛爾·阿塔吉娜；時雨綺羅（崩壞2））
為雙子神之鍵，由黑淵、白花兩個武器組成的白色黑柄騎士槍，外側印有沙尼亞特家徽，外側的騎士槍白花以及內側的長柄黑色長槍黑淵。黑渊能够分解物质，加速细胞凋零，而白花能够治愈伤者。现文明黑渊白花为历代天命最强女武神的专用武器。
第七神之键：破坏之键·天火圣裁（擁有者：凱文·卡斯蘭娜 → 卡斯蘭娜歷代家主 → 齊格飛·卡斯蘭娜 → 凱文·卡斯蘭娜 → 天命保管）
為雙槍武器，黑白相間的槍身，鎏金的槍管，律者核心被一分為二個別鑲嵌在保險栓處。
第零額定功率兩柄槍會結合在一起化為一把大劍（遊戲中稱天火大劍），稱之為「天火出鞘」，當能量達到150%時會進入「滅劫狀態」。
在大剑形态下的攻击会散发出使用者也无法承受的超高温，因此现文明卡斯兰娜家族的历代使用者在使用了这把武器后都是非死即残，其中較特殊案例：齊格飛·卡斯蘭娜為第一位使用「天火出鞘」後，四肢完好且只是重傷。
而凯文·卡斯兰娜由于接受「融合戰士計畫」，與帝王級崩壞獸「帕凡提」結合，使得半崩壞獸化後自身能低温体质和冰雪之力，是唯一一位能真正「无伤」使用「天火出鞘」的人。
第八神之键：意识之键·羽渡尘（擁有者：符華）
外觀為白色橘尾的羽毛。能够操控人类的意识。
第九神之键：吞噬之键·伊甸之星（擁有者：伊甸 → 蘇 → 瓦爾特·喬伊斯 → 瓦爾特·楊 → 愛因斯坦 → 布洛妮婭）
在前文明被称作星海谐律，因在前紀元逐火十三傑黃金·伊甸身上可以發揮出異常的力量，因此在逐火之蛾高層的同意下成為了伊甸的武器，後因世人為紀念伊甸而改名為伊甸之星。
能力是够操控重力，其第零额定功率能制造出拟似黑洞。是现文明历代理之律者的标志性武器。
第十神之键：支配之键·轩辕剑（擁有者：姬麟（轩辕剑）、符華（太虛之握）、程立雪（若水）、千劫（「伊默尔」））
為一千把神之鍵的統稱，是一种量产型武器，在不同使用者手中会有不同的形态和能力。
第十一神之键：约束之键·犹大的誓约（擁有者：卡蓮·卡斯蘭娜 → 德麗莎·阿波卡利斯）
外觀為黑色鑲金的巨型十字架，本质为十字架型军械库。
第十二神之键：侵蚀之键·地藏御魂（擁有者：卡蓮·卡斯蘭娜 → 八重櫻 → 下落不明）
前文明未能完成的神之键，後梅博士封存於黑盒子中，後被天命保管。在现文明被制成一把太刀。
第十三神之键：空白之鍵（擁有者：天命、無量塔姬子（損毀、下落不明））
為一套裝甲，可以通过装载对应律者核心来短时间获得律者的力量，但使用者須付出生命為代價來使用；同時也是所有女武神裝甲的原型，目前天命已開發到第四代，姬子所盜取的真紅騎士·月蝕裝甲就是第四代原型機，現與剩餘的第四代原型機存於天命總部赫爾海姆實驗室。

## 衍生作品

### 動畫

#### 短篇動畫
由米哈游出品番外漫画《女武神的餐桌》改编的同名泡麵番，在2019年6月28日開播第一季，2020年9月17開播第二季。由米哈遊與繪夢想共同出品的原創動畫《人偶學園》，於2021年7月開播。由米哈遊與畫枚動畫共同出品的原創動畫《黃金庭院：冬日裡的新年願望》，於2023年1月開播。

#### 动画短片
- 《Reburn》 （页面存档备份，存于）
- 《女王降临》 （页面存档备份，存于）
- 《最后一课》 （页面存档备份，存于）
- 《天使重构》 （页面存档备份，存于）
- 《希儿》 （页面存档备份，存于）
- 《布洛妮娅》 （页面存档备份，存于）
- 《天穹流星》 （页面存档备份，存于）
- 《罪人挽歌》 （页面存档备份，存于）
- 《渡尘》 （页面存档备份，存于）
- 《薪炎永燃》 （页面存档备份，存于）
- 《Reburn: II》 （页面存档备份，存于）
- 《阿波卡利斯如是說》 （页面存档备份，存于）
- 《因你而在的故事》 （页面存档备份，存于）
- 《毕业旅行》 （页面存档备份，存于）

### 漫画
- 长篇漫画 （页面存档备份，存于）（作者：米哈遊）
- 四格漫画 （页面存档备份，存于）（作者：掉线狂魔☆火星）
- 邹源. . 人民邮电出版社. 2019. ISBN 9787115501172.

### 视觉小说
- 逆熵 Anti-Entropy （页面存档备份，存于）

- 幽兰黛尔 （页面存档备份，存于）
- 神州折劍錄 （页面存档备份，存于）

### 歌曲
印象曲
《Reburn》（歌：茶理理）
《Befall》（歌：尚雯婕）
《Nightglow》（歌：蔡健雅）
《Cyberangel》（歌：hanser）
《Dual-Ego》（歌：薩頂頂）
《Starfall》（歌：袁娅维）
《崩坏世界的歌姬 (Movie Ver.)》（崩壊世界の歌姫 (Movie Ver.)，歌：小林未郁）
《Rubia》（歌：周深）
《Moon Halo》（歌：茶理理/TetraCalyx/hanser）
《Regression》（歌：阿雲嘎）
《TruE》（歌：黃齡）
《Da Capo》（歌：車子玉）
角色曲
八重樱：《八重櫻》（八重桜）
符华：《千年之羽》（千年の羽）
雷電芽衣：《崩壞世界的歌姬》（崩壊世界の歌姫）
背景音樂
《Girl Inside》（歌：小林未郁）

## 评价

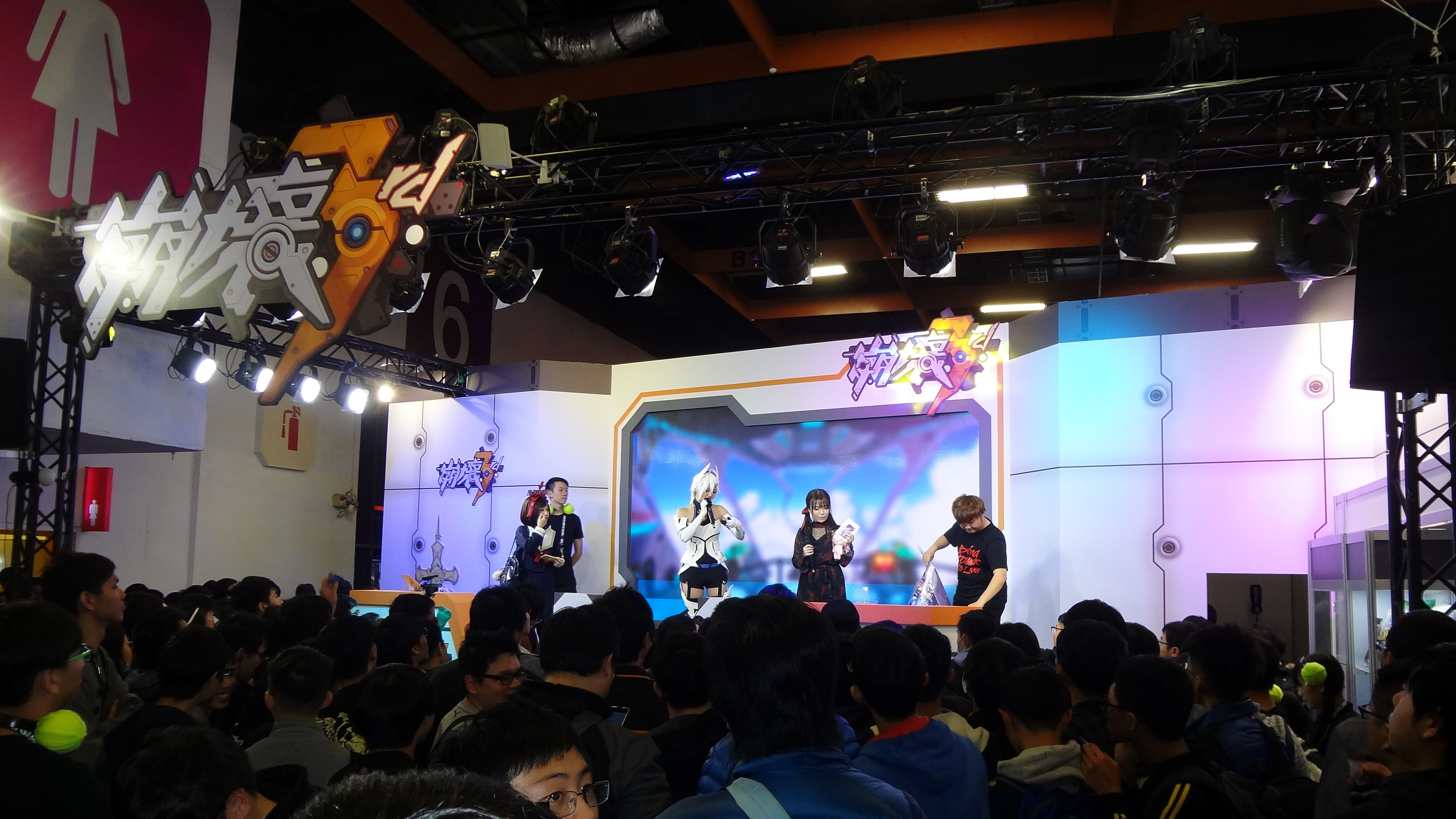
2018台北國際電玩展，《崩壞3rd》攤位

《崩坏3》曾获得《2016 TapTap 年度最佳游戏提名》和《2016 TapTap 年度最佳视觉奖》。在制作成游戏之前，还于《有妖气》、《布卡漫画》等漫画平台连载漫画。

### 其他
2019年，米哈游与中国大陆招商银行合作，发行《崩坏3》联名信用卡。2022年5月26日，米哈游与韩国韩亚银行合作，发行了“HoYoverse Check Card”，其中包含《崩坏3》的卡面。

## 爭議

### 兔女郎事件
2021年3月末至4月初，为了庆祝国际服开服三周年，国际服围绕着兔女郎元素进行了一系列活动。此行为造成大陆服玩家不满，无法接受自己所喜爱的角色化身兔女郎供国际服玩家欣赏，除此之外也有玩家认为部分角色身着兔女郎服饰不仅是一种和角色人设设定严重冲突的行为，也是对角色人设极不负责的举动，还有部分玩家认为官方在中国大陆地区并未发布任何相关活动，是对大陆玩家的差別待遇。兔女郎事件同时也导致了网络论战在各大论坛大规模发生。比如0.98事件，道具抽卡概率問題﹑自选箱﹑水晶等福利等，大陆服与国际服的待遇差距长期积怨，亦被事件引爆。
4月22日，官方宣布下架所有兔女郎合作的影片並停止後續合作活動，同時也承諾之後將在內容和人物設定上更加嚴格，最後國際服發放500水晶作為補償，陸服則是10張補給卡，然而由于官方承诺下架相关视频，又再次引来了国际服玩家的不满。
游戏官方的不当行为导致有玩家选择采取过激手段。4月24日，一谷姓男子进入位于上海普天产业园区内的米哈游企业总部，试图持刀刺杀米哈游创始人刘伟及蔡浩宇，结果被警方抓获。据称谷某某因对兔女郎事件不满，欲在刺杀刘、蔡二人后准备跳楼自杀。案件仍在进一步侦办中。
4月25日，大陆服更新版本于B站直播时以录播充作直播，完全没有提及事件。直播间被大量咒骂类言语洗屏，房管大量禁言。新版本放出衣装分别为复刻之前日服及台服衣装，但更新内容并不包括衣装有关的游戏剧情内容，因此再次引起大陆服玩家愤怒。

### 因Coser言论取消合作
幾乎在兔女郎事件發生的同時，台湾籍Coser蕾菈(該Coser亦是米哈遊在台灣的長期合作Coser)因為在同年2月于个人推特留下“武汉肺炎”的字眼，导致米哈游官方在2021年4月2日宣布全面取消与该Coser的合作，并要求其删除以前所有的拍摄纪录。同时在大陆服官方公布了这则取消合作的通知后，台服官方也在玩家的压力之下在不久之后发布了声明，并且通过封鎖使用简体中文回复的账户来阻挡两服玩家间的交流。然而崩坏3台服Facebook官方账号在2020年1月31日发布的推文中也将2019冠状病毒病称为“武汉肺炎”，有双重标准的嫌疑，此举造成许多游戏玩家哗然，也有玩家认为此举是米哈游在刻意引导玩家回避兔女郎事件。

## 外部連結
- 官方网站：中國大陸、台港澳、國際